# Peng Xuwei
Peng Xuwei (en chino: 彭旭玮; 15 de enero de 2003) es una deportista china que compite en natación.
Ganó dos medallas de bronce en el Campeonato Mundial de Natación de 2023 y una medalla de bronce en el Campeonato Mundial de Natación en Piscina Corta de 2021. Participó en los Juegos Olímpicos de Tokio 2020, ocupando el cuarto lugar en la prueba de 4 × 100 m estilos.

## Palmarés internacional
| Campeonato Mundial                  | Campeonato Mundial  | Campeonato Mundial | Campeonato Mundial |
| Año                                 | Lugar               | Medalla            | Prueba             |
| ----------------------------------- | ------------------- | ------------------ | ------------------ |
| 2023                                | Fukuoka (Japón)     | Medalla de bronce  | 200 m espalda      |
| 2025                                | Singapur (Singapur) | Medalla de bronce  | 4 × 100 m estilos  |
| Campeonato Mundial en Piscina Corta |                     |                    |                    |
| Año                                 | Lugar               | Medalla            | Prueba             |
| 2021                                | Abu Dabi (EAU)      | Medalla de bronce  | 4 × 100 m estilos  |